# الحركة الكشفية والإرشادية في السعودية

شعار مرشدات المملكة العربية السعودية.

الحركة الكشفية والإرشادية في المملكة العربية السعودية تقدم في:
جمعية الكشافة العربية السعودية، عضو في المنظمة العالمية للحركة الكشفية.
على الرغم من أن المملكة العربية السعودية لديها تنظيم عن مرشدات المملكة العربية السعودية، وتسعى لعمل عضوية في الرابطة العالمية للمرشدات وفتيات الكشافة لكن يبقى الاعتراف بالعضوية غير واضح.

## روابط خارجية
- الموقع الرسمي لجمعية الكشافة العربية السعودية
- الموقع الرسمي لمرشدات المملكة العربية السعودية